# Sofia Elisabeth Ridderschantz
Sofia Elisabeth Ridderschantz, född 1697, död 1787, var en svensk godsägare, syssling med Karl XII i Sverige, Fredrik IV i Danmark och August II i Polen.
Hon var dotter till överstelöjtnanten Johan Ridderschantz, 1645-1702, och Sofia Maria Ulfelt, 1660-1706. Hon ärvde genom testamente sin moster Christina Ulfeld till Araslöf och fick på så sätt en betydande förmögenhet, bland annat Araslöfs gods, ett av de större i Skåne.
Sofia Elisabeths mormor hette Hedvig Ulfeldt, grevinna av Slesvig och Holstein. Hon var i sin tur dotter till kung Christian IV av Danmark och hans morganatiska gemål Kirstin Munk. Genom sitt släktskap med kungen och genom sitt kungliga leverne kallades Sofia Elisabeth "Skånska Prinsessan".
Hon sammanträffade med Georg Bogislaus Staël von Holstein, som då var landshövding i Skåne. Denne hade tidigare gift sig under rysk fångenskap med grevinnan Ingeborg Christina Horn av Rantzien men då han inte hört från henne under lång tid räknade han med att hon var död i Ryssland. Det nya giftermålet hade kommit så långt att lysningstiden var avslutad. Dagen före vigseln infann sig grevinnan Ingeborg och vigseln omvandlades till en välkomstfest.
Det tog 40 år innan hon dog och då kunde giftermålet genomföras mellan den åldrige friherren och hans brud som passerat de 60.
1764 blev hon änka och dog sedan barnlös vid 90 års ålder. Hon gravsattes i Vapnö kyrka.